# Kirkleatham
Kirkleatham est un quartier de la ville de Redcar, dans le Yorkshire du Nord, en Angleterre.
Il s'agit d'un ancien village situé à quelques kilomètres au sud de la station balnéaire de Redcar et qui a été absorbé par la croissance urbaine de cette dernière à la fin du XIXe siècle.

## Toponymie
Le nom Kirkleatham fait référence à une église (kirkja en vieux norrois) située près de pentes (hlíth en vieux norrois ou hlith en vieil anglais, dans les deux cas décliné au datif pluriel). Ce nom est attesté pour la première fois en 1181 sous la forme Kyrkelidun. .
Un siècle auparavant, dans le Domesday Book compilé en 1086, le village porte un nom différent : Westlidum, dont le premier élément (west en vieil anglais) désigne l'Ouest.

## Histoire
Le manoir de Kirkleatham est acquis par la famille Turner au début du XVIIe siècle. Plusieurs membres de cette famille font carrière sur la scène politique britannique et contribuent au développement du village. Le marchand William Turner (en), lord-maire de Londres en 1668, finance la construction d'un hôpital à Kirkleatham en 1676. Il lègue une somme importante à son petit-neveu Cholmley Turner (en), député à la Chambre des communes entre 1715 et 1747, pour la fondation d'une école qui ouvre ses portes en 1709. Cholmley Turner fait également construire un mausolée pour son fils près de l'église paroissiale par l'architecte James Gibbs en 1739-1740. Son neveu et héritier Charles Turner (en), député entre 1768 et 1783, est titré baronnet Turner de Kirkleatham en 1782 ; le titre s'éteint à la mort de son fils Charles (en), en 1810.

## Démographie
Au recensement de 2011, le ward de Kirkleatham comptait 7 045 habitants.

## Culture locale et patrimoine
L'église de Kirkleatham est dédiée à saint Cuthbert. Elle a été reconstruite vers 1763 par l'architecte Robert Corney sur le site d'une ancienne église anglo-saxonne. Elle constitue un monument classé de grade I depuis 1952.